# Miconia macrothyrsa
Miconia macrothyrsa är en tvåhjärtbladig växtart som beskrevs av George Bentham. Miconia macrothyrsa ingår i släktet Miconia och familjen Melastomataceae. Inga underarter finns listade i Catalogue of Life.

## Bildgalleri

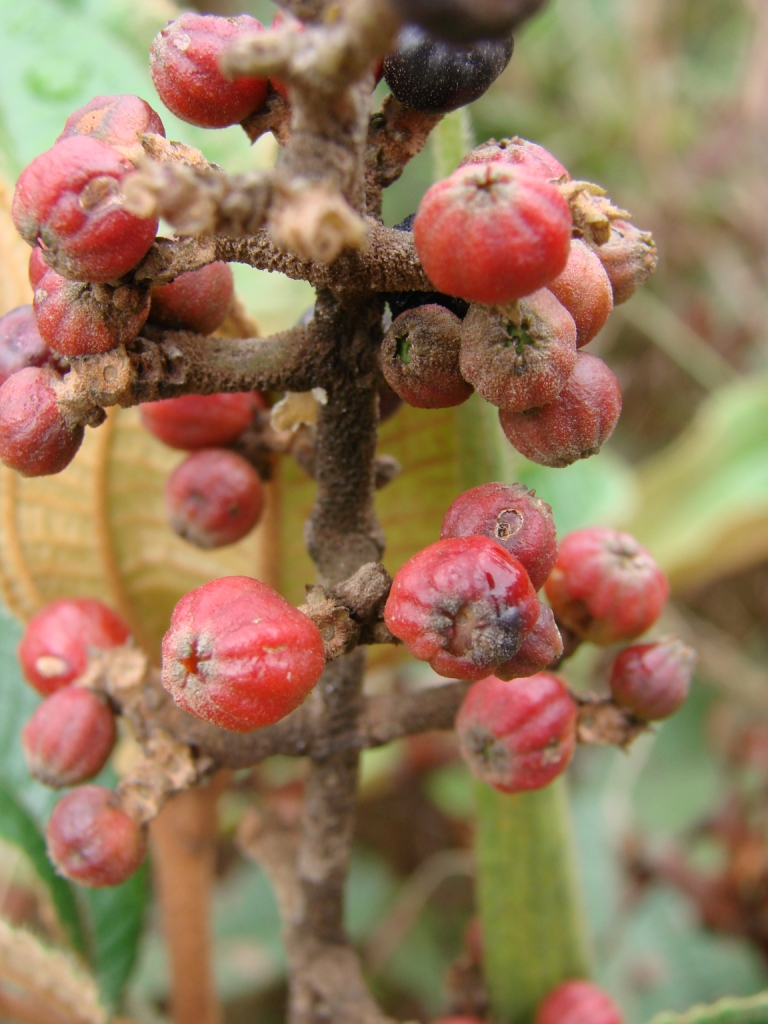
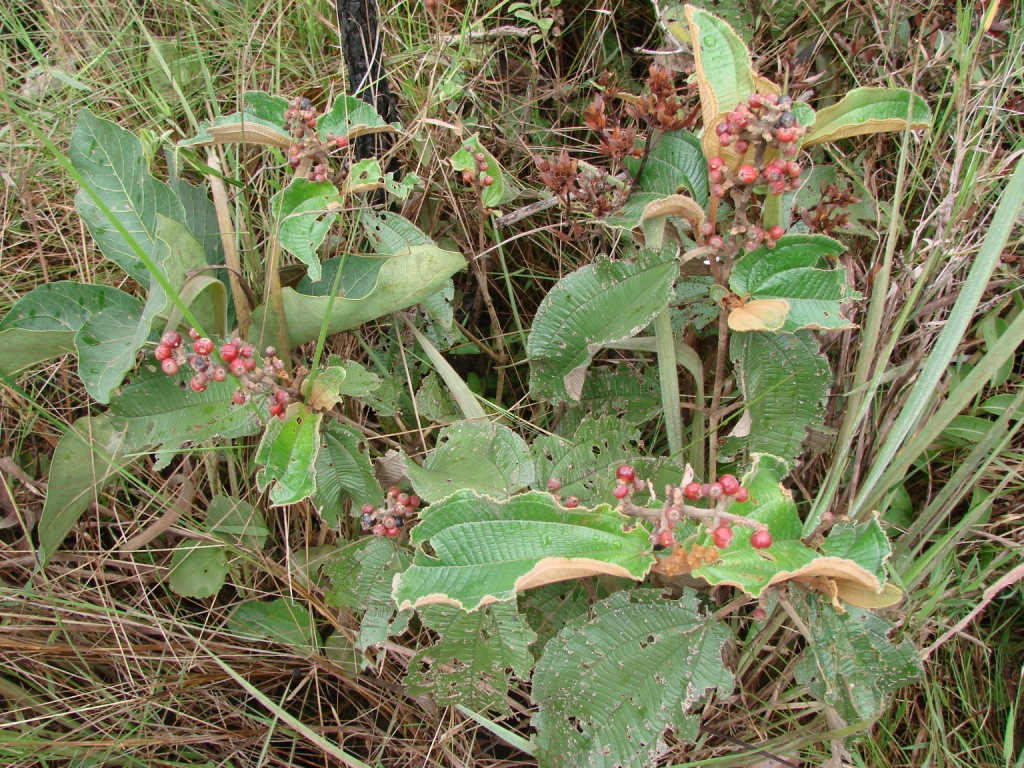
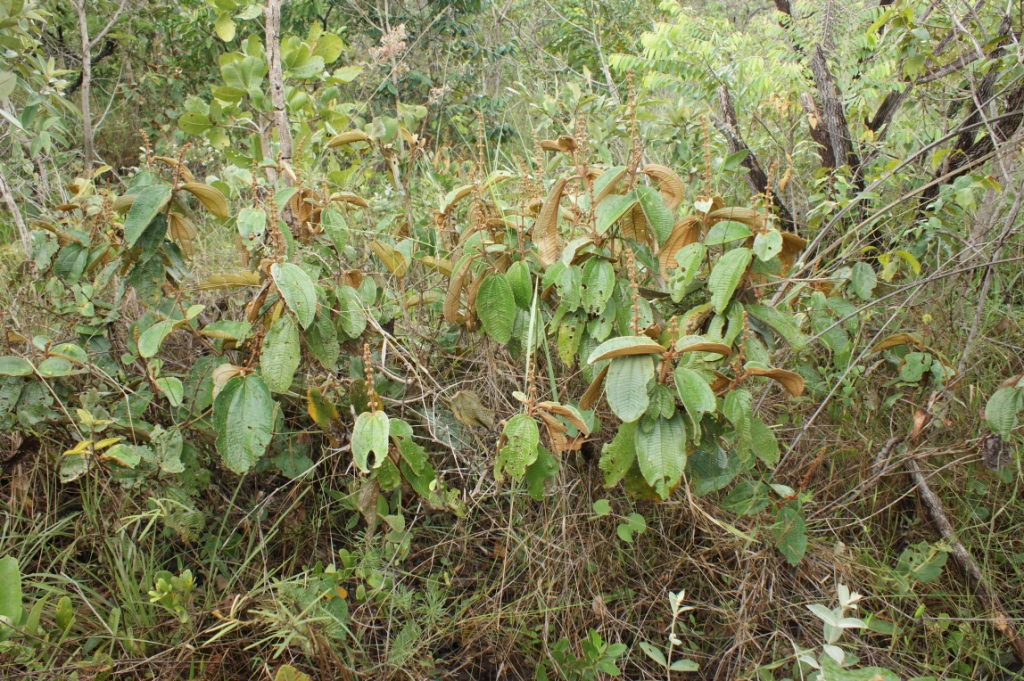